# Kanton Pontgibaud
Der Kanton Pontgibaud war bis 2015 ein französischer Kanton im Arrondissement Riom im Département Puy-de-Dôme und in der Region Auvergne-Rhône-Alpes; sein Hauptort war Pontgibaud. Vertreter im Generalrat des Départements war zuletzt von 2008 bis 2015 Lionel Muller. 
Der Kanton war 254,77 km² groß und hatte (2006) 6.389 Einwohner, was einer Bevölkerungsdichte von 25,1 Einwohnern pro km² entsprach. Er lag im Mittel auf 749 Meter über dem Meeresspiegel, zwischen 500 m in Saint-Jacques-d’Ambur und 1.202 m in Saint-Ours.

## Gemeinden
| Gemeinde                | Einwohner Jahr | Fläche km² | Bevölkerungsdichte | Postleitzahl | Code INSEE |
| ----------------------- | -------------- | ---------- | ------------------ | ------------ | ---------- |
| Bromont-Lamothe         | 984 (2013)     | –          | – Einw./km²        | 63230        | 63055      |
| Chapdes-Beaufort        | 1042 (2013)    | –          | – Einw./km²        | 63230        | 63085      |
| Cisternes-la-Forêt      | 478 (2013)     | –          | – Einw./km²        | 63740        | 63110      |
| La Goutelle             | 631 (2013)     | –          | – Einw./km²        | 63230        | 63170      |
| Montfermy               | 221 (2013)     | –          | – Einw./km²        | 63230        | 63238      |
| Pontgibaud              | 705 (2013)     | –          | – Einw./km²        | 63230        | 63285      |
| Pulvérières             | 397 (2013)     | –          | – Einw./km²        | 63230        | 63290      |
| Saint-Jacques-d’Ambur   | 277 (2013)     | –          | – Einw./km²        | 63230        | 63363      |
| Saint-Ours              | 1657 (2013)    | –          | – Einw./km²        | 63230        | 63381      |
| Saint-Pierre-le-Chastel | 403 (2013)     | –          | – Einw./km²        | 63230        | 63385      |

## Bevölkerungsentwicklung
| 1962  | 1968  | 1975  | 1982  | 1990  | 1999  | 2006  |
| ----- | ----- | ----- | ----- | ----- | ----- | ----- |
| 5.724 | 6.087 | 5.817 | 5.763 | 6.001 | 5.997 | 6.389 |